# Kamenný most v Tmáni
Kamenný most ve Tmáni, která je dnes součástí obce Zlonice, je silniční klenbový most o dvou obloucích. Most stojí na silnici III/23916 a překlenuje Zlonický potok, který vede ve zpevněném korytu. Kamenný most má dva segmentově klenuté oblouky z pískovcových kvádrů o tloušťce 0,45 metru. Rozpětí oblouků je 5,7 metru a vzepětí jen 0,5 metru. Celková délka mostu je 12,7 metru, výška 2,4 metru. Na středním pilíři je umístěna socha svatého Jana Nepomuckého, dříve byl i litinový kříž z roku 1868. Při opravě byl nalezen letopočet 1856 a rok rozšíření 1893. Most byl roku 1968 okresním památkovým úřadem stanoven jako historicky cenný a od té doby je památkově chráněn.
Most (č. 23919-2) má nosnost 30 tun a slouží silniční motorové dopravě. Šířka mostu však neumožňuje bezpečné přecházení chodců a opticky vyznačené chodníčky po obou stranách vozovky jsou jen symbolické. Okolí mostu je přehledné a udržované, proto mají řidiči i chodci dobrý výhled na most i předmostí.
V devadesátých letech 20. století byla provedena celková rekonstrukce. V současné době chybí díl kamenného madla a několik kamenných kvádrů zábradlí se drolí.